# Токийский столичный университет
Токийский (Объединённый) Столичный Университет (東京都立大学; Tōkyō Toritsu Daigaku). Размещён в специально спроектированном в 1947 году районе Бункё. Один из лучших общественных университетов Японии. В русской литературе обычно фигурирует под аббревиатурами ТСУ или ТОСУ (в англоязычной — TMU). Обучение ведётся на японском и английском языках. Имеется русский разговорный клуб.
3 октября 2012 г. Всемирная организация «Times Higher Education World University Rankings» присвоила ему 266-е место среди вузов. В 2014 г. «Times Higher Education World University Rankings» повысила рейтинг ТСУ (ТОСУ), утвердив за ним 225-е место.
Ранжирование среди японских университетов: 7-е место, после Токийского, Киотского, Осакского университетов, Технологического института Токио, университета Tohoku и университета Нагойи.
Контакты приемных отделений: 

## История университета
ТСУ (ТОСУ) — молодой вуз с крепкими традициями фундаментального и динамичного образования. ТСУ (ТОСУ) был создан в 2005 году, путём слияния трёх престижных столичных вузов и одного колледжа: 
- Токийского Столичного Университета (Tokyo Metropolitan University, 東京都立大学),
- Токийского Технологического института (東京都立科学技術大学),
- Токийского Университета медицинских наук (東京都立保健科学大学) и
- Токийского Столичного колледжа (東京都立短期大学).

Инициатором объединения учебных заведений выступил в 1999 году губернатор Токио Синтаро Исихара.
Токийский Столичный Университет-I был создан в 1949 году, путём слияния таких университетов как Tokyo Metropolitan High School и Tokyo Metropolitan College of Industry. ТСУ-I имел высокую репутацию в мировом научном сообществе. Японское и английское названия Токийского Столичного Университета-I (Tokyo Metropolitan University, 1949) были в 2005 году механически перенесены на Токийский (Объединённый) Столичный Университет (ТСУ-II), что иногда порождает путаницу.

## Факультеты
- Свободных искусств (Urban Liberal Arts)
- Гуманитарных и социальных наук (Humanities and Social Sciences)
- Японистики (Japanese)
- Юриспруденции и политики (Law and Politics)
- Бизнеса и администрации (Business Administration)
- Организации науки и инжениринга (Science and Engineering)
- Наук о городской среде (Urban Environmental Sciences)
- Системного дизайна (System Design)
- Медицинских наук (Health Sciences)

## Аспирантура
- Гуманитарная (Humanities)
- Социальных наук (Social Sciences)
- Организации науки и инжиниринга (Science and Engineering)
- Наук о городской среде (Urban Environmental Sciences)
- Системного дизайна (System Design)
- Антропологических и медицинских наук (Human Health Sciences)

## Известные выпускники
- Синдзиро Оно (小野 新次郎) — заместитель комиссара Японского Патентного ведомства с июня 2002 по октябрь 2005 года.
- Хидео Хосоно — ученый-материаловед, наиболее известный открытием сверхпроводников на основе железа.

## Векторы сотрудничества
ТСУ (ТОСУ) поддерживает плотные контакты:
- с Сянганским (Гонконгским) университетом китайского языка,
- с Шяуляйским университетом в Литве,
- с частным Университетом Сабанджи[2] (Стамбул),
- с Хабаровским краевым музеем имени Н. И. Гродекова (в области научно-исследовательских работ, с целью детального изучения древних культур Приамурья и их связей с цивилизациями сопредельных Маньчжурии и Даурии[3]).
- Доцент Токийского Столичного университета Масами Идзухо является многолетним сотрудником журнала «Гуманитарный вектор»[4].
- В 1997 г. Токийский Столичный Университет-I заключил соглашение по обмену студентами с Венским университетом. После слияния вузов 2005 года соглашение было пролонгировано.
- В 2011 г. группа учёных из Японии, США и Австралии, под руководством Мицуру Эбихары из Токийского столичного университета, провела анализ минерального состава нескольких астероидов. Выяснилось, что в них содержались примитивные элементы, характерные для ранних этапов жизни Солнечной системы.
- В 2014 г. открыт офис ТСУ в Бангкоке.
- С сентября 2014 г. берёт начало сотрудничество ТСУ (ТОСУ) с Томским политехническим университетом (ТПУ[5]). Был намечен обмен студентами, преподавателями, молодыми специалистами.
- 10 июня 2015 г. в ходе встречи губернатора Томской области Сергея Жвачкина и губернатора Токио Ёити Масудзоэ подписаны Меморандум о взаимопонимании и Соглашение об обмене студентами между Томским государственным университетом (ТГУ) и ТСУ. Намечена масштабная программа взаимодействия в области урбанистики и развития городской среды. Приоритетной сферой сотрудничества также является энвайронменталистика. Кроме того, должна получить развитие подсказанная губернатором Масудзоэ идея исследовать российскую составляющую в деятельности одного из японских политиков периода революции Мэйдзи — Такэаки Эномото, посетившего Томск в 1875 году, во время возвращения из посольской миссии в Санкт-Петербурге.
- 17—21 августа 2015 г. студенты ТСУ (ТОСУ) и Оксфордского университета проходили учебную практику на территории природного резервата «Басеги» (Пермский край). Сводная группа биологов и географов изучала методы ведения фенологических исследований на площадях и маршрутах и участвовала в определении урожайности черники и брусники.
- 20 сентября 2016 г. ТСУ (ТОСУ) и Томский государственный университет (ТГУ) договорились о проведении ежегодного совместного симпозиума по урбанистике, на базе которого будет сформирована исследовательская группа при участии экспертов из Европы. Ученые планируют совместно изучать японские, сибирские и европейские города, обсуждать их развитие, трансформацию и модернизацию.